# Socata TB-31 Oméga
Le Socata TB-31 Oméga est un avion d'entraînement militaire de l'avionneur français Socata conçu dans les années 1980 et n'ayant pas dépassé le stade du prototype.

## Histoire
Conçu sur fonds privés par la Socata, cet avion fut réalisé en partie sur la base du premier prototype de l'avion d'entraînement standard de l'armée de l'Air française, le TB-30 Epsilon. Désigné TB-31 Oméga, il s'en différenciait par le remplacement du moteur par un turbopropulseur nettement plus puissant. Par ailleurs, les équipes du constructeur l'ont doté de deux sièges éjectables Martin-Baker Mk. 15FC et d'une nouvelle verrière.
Il ne fut jamais commercialisé auprès de l'armée de l'Air française, celle-ci ayant fait le choix de l'avion brésilien Embraer EMB 312 Tucano comme machine turbopropulsée (en contrepartie d'hélicoptères d'Aérospatiale). Bien que de bonnes qualités de vol lui soient reconnues, le TB-31 Oméga avait des capacités de voltige limitées, était largement sous motorisé, mais surtout ses performances étaient généralement moindres par rapport à l’EMB-312 Tucano.
Socata proposa également son avion à l'export, et notamment au programme américain JPATS (en) pour Joint Primary Aircraft Training System. Mais le TB-31 Oméga ne fut même pas retenu parmi les sept avions participant à la compétition, remportée par le Pilatus PC-9 MK II à partir duquel a été développé le Raytheon T-6A Texan II.

## Caractéristiques
Le TB-31 Oméga présente de grandes similitudes avec le TB-30 Epsilon, si on excepte son équipement spécifique, et sa motorisation particulière. Le TB-31 n'a pas été prévu pour être armé.

## Préservation
En 2012, le prototype de cet avion, immatriculé F-WOMG était préservé dans sa livrée rouge et blanche à l'aéroport de Tarbes-Lourdes-Pyrénées. C'est sur ce terrain que se situent historiquement les ateliers de son avionneur.